# Vlăsinești
Vlăsinești – wieś w Rumunii, w okręgu Botoszany, w gminie Vlăsinești. W 2011 roku liczyła 1596 mieszkańców.